# L'addio al celibato
L'addio al celibato è un film prodotto nell'agosto 1914 dalla Volsca Films di Velletri. Regia di Carlo Simoneschi, con gli attori Lola Visconti Brignone e Attilio D'Anversa. Pellicola di mt 1000.